# Lithophyllum lithophylloides
Lithophyllum  lithophylloides Heydrich, 1901  é o nome botânico  de uma espécie de algas vermelhas pluricelulares do gênero Lithophyllum, família Corallinaceae.
- São algas marinhas encontradas na Turquia e no México (Pacífico).

## Sinonímia
- Não apresenta sinônimos.